# 黒嶺駅
黒嶺駅（フクリョンえき、朝: 흑령역）は、朝鮮民主主義人民共和国の平壌直轄市江東郡にある、朝鮮民主主義人民共和国鉄道省が管轄する鉄道駅である。

## 歴史
- 1939年6月29日：開業[1]

## 隣の駅
鉄道省
平徳線
三登駅 - 黒嶺駅 - 石廩駅